# Краковские ворота (Люблин)

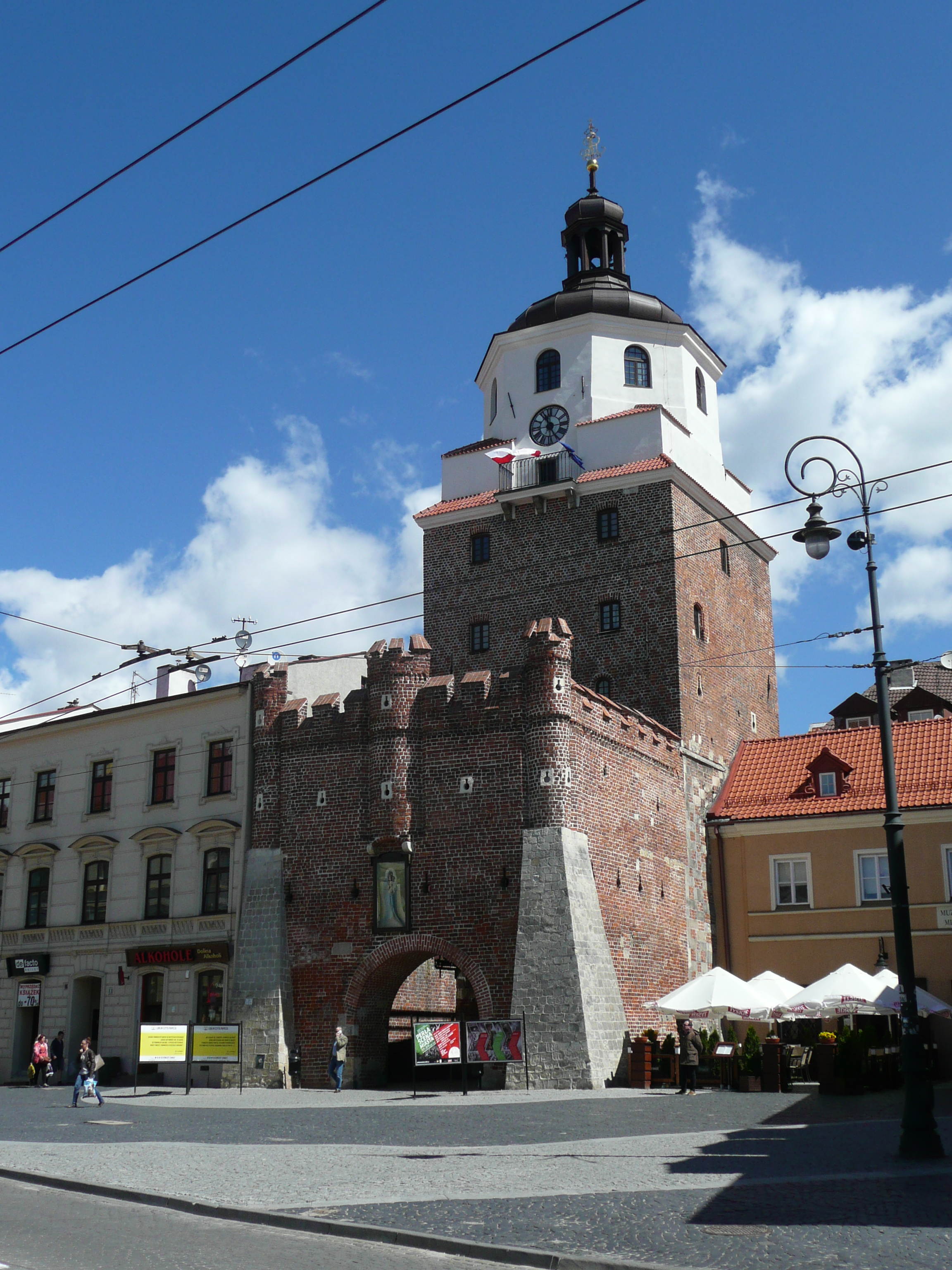
Краковские ворота

Краковские ворота (Brama Krakowska) — средневековые кирпичные ворота в городской стене Люблина (ныне не существующей), через которые осуществлялся въезд в старый город со стороны столицы — Кракова. От этих ворот начинается главная улица старого города — Краковское предместье.
Возведение укреплённых ворот началось после татарского набега 1341 года по указанию короля Казимира III. Перед городской стеной был проложен ров, через которые к воротам был перекинут мост.
В первой половине XVI века укрепления были обновлены зодчим Себастьяном Влохом. Ворота реставрировались в 1673 и 1742-45 гг. В 1782 г. реконструированы под руководством Доменико Мерлини.
В первой половине XIX века ворота украсились почитаемыми иконами с изображениями Девы Марии и св. Антония (небесного покровителя города). В 1950-е гг. ворота были отреставрированы с возвращением предполагаемого средневекового облика. Внутри расположен Музей истории города Люблина.

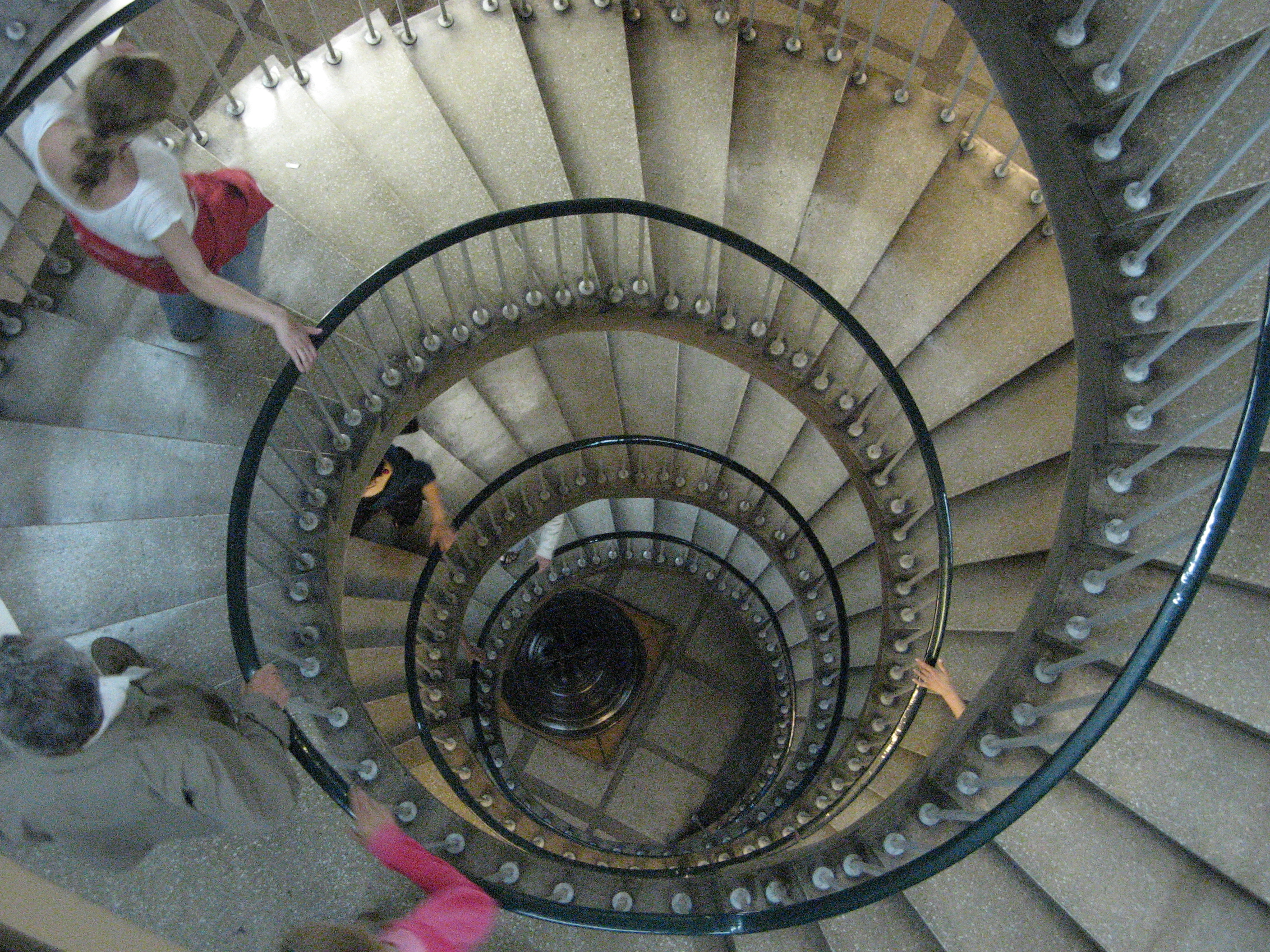
Внутренная лестница
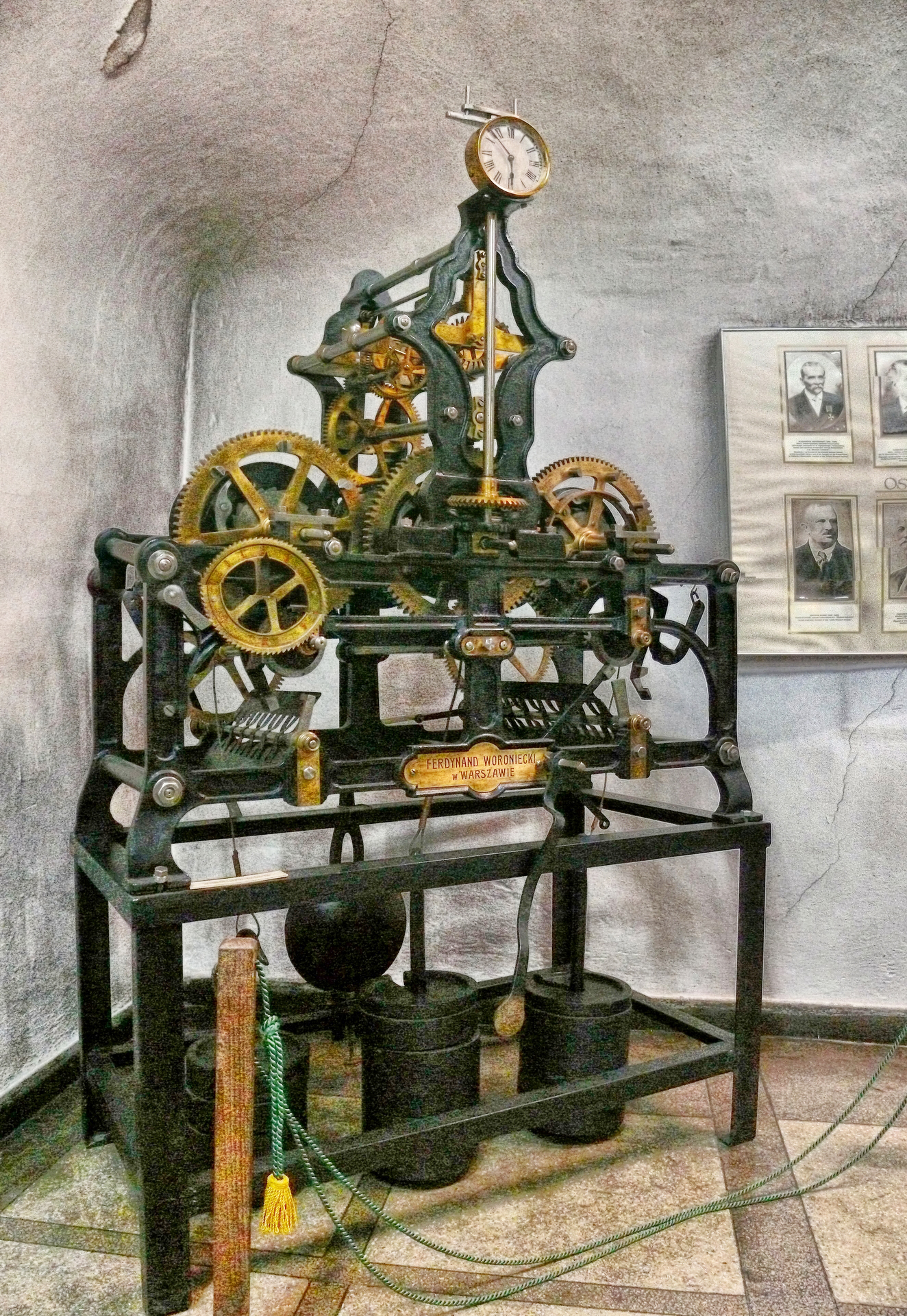
Механизм курантов
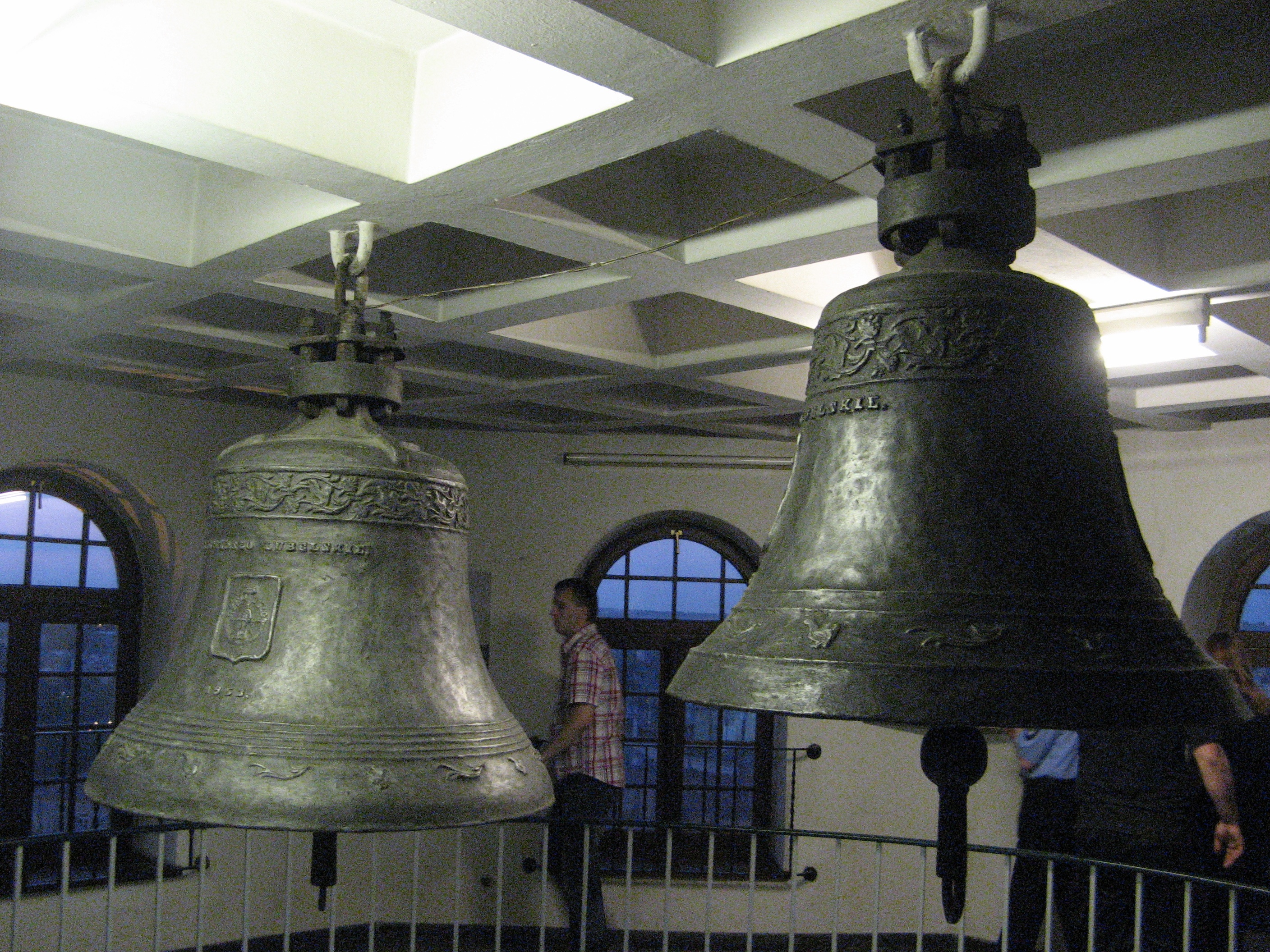
Старинные колокола